# Wilhelm von und zu Hoensbroech
Wilhelm Rudolf Franz Anton Graf von und zu Hoensbroech (* 17. April 1849 auf Schloss Haag; † 15. Februar 1922 ebenda) war Erbmarschall im Herzogtum Geldern und Mitglied des Deutschen Reichstags.

## Leben
Wilhelm von und zu Hoensbroech, Sohn des Grafen Franz Egon von Hoensbroech, entstammte dem niederrheinischen Adelsgeschlecht Hoensbroech. Er besuchte das Internat Stella Matutina (Jesuitenkolleg) in Feldkirch und absolvierte das Königliche Gymnasium in Paderborn und die Universitäten in Löwen und Bonn. Er unternahm größere Reisen in Europa und Afrika. Er war besonders kolonialfreundlich und beteiligte sich mit 90.000 Mark an der Deutsch-Ostafrikanischen Gesellschaft. Sein Engagement in der Kolonialbewegung brachte ihm den Beinamen Wilhelmus Africanus ein.
Von 1883 bis 1893 war er Mitglied des Deutschen Reichstags für den Wahlkreis Regierungsbezirk Düsseldorf 7 Moers, Rees und die Deutsche Zentrumspartei. Weiter war er von 1879 bis 1890 Mitglied des Rheinischen Provinziallandtags der Rheinprovinz, von 1892 bis 1898 des Preußischen Abgeordnetenhauses und von 1900 bis 1918 des Preußischen Herrenhauses.

## Familie
Am 28. Oktober 1877 heiratete Wilhelm in Wien Eleonore Prinzessin zu Windisch-Graetz (* 15. August 1855; † 14. März 1935). Das Paar hatte folgende Kinder:
- Franz-Lothar (* 1880) ⚭ 1907 Maria-Agnes Gräfin von und zu Westerholt und Gysenberg (* 1882)
- Ferdinand (* 1882) ⚭ 1912 Wilhelmine Gräfin von und zu Westerholt und Gysenberg (* 1889)
- Eleonore (* 1884)
- Paulus (*1887–1931) ⚭ 1919 Irmingard von Guilleaume (* 1899)